# Nouvelle évangélisation
Ne doit pas être confondu avec théologie de la libération ou évangélisme.
La nouvelle évangélisation est un concept énoncé par le pape Jean-Paul II au cours de son premier voyage en Pologne, en 1979. Il l'a repris par la suite pour interpeller les Églises d'Amérique latine, afin que les fidèles catholiques réaffirment leur foi dans le Christ. Il le promeut également en Europe pour répondre à la sécularisation progressive de la société. La nouvelle évangélisation contraste avec l'évangélisation « traditionnelle » au sens où elle touche d'abord les pays de vieille tradition chrétienne.
Elle tente de répondre au problème posé par l'apôtre Paul dans son épître aux Romains (10:14) et repris dans les Lineamenta du Synode des évêques sur la nouvelle évangélisation pour la transmission de la foi chrétienne.
« La nouvelle évangélisation doit être orientée pour faire en sorte que l’homme et la femme de cette société sécularisée recommencent à vivre la joie de la présence et de la proximité de l’amour de Dieu dans leur vie », selon José Ruiz Arenas (en), archevêque secrétaire du Conseil pontifical pour la promotion de la nouvelle évangélisation en 2012. D'autres y voient un renouvellement du modus operandi de l'évangélisation, ; principalement de l'importance nouvellement donnée au témoignage du baptisé par son style de vie ou par l'expression de sa rencontre avec Dieu.
La nouvelle évangélisation, qui est l'une des priorités du pontificat de Jean-Paul II, émane de l'Église catholique et s'adresse à ses fidèles. Jean-Paul II interpelle aussi les catholiques d'Amérique latine reprenant pour partie les concepts de la théologie de la libération.
L'historien Guillaume Cuchet montre qu'en France la nouvelle évangélisation est un échec,, ce que confirme l'ouvrage des sociologues des religions Danièle Hervieu-Léger et Jean-Louis Schlegel, tandis que la situation est très similaire en Espagne comme l'a montré l'Institut national de la statistique de ce pays et en Allemagne avec les nombreuses « sorties d'Église ».

## Les prémices de la nouvelle évangélisation
Le terme d'« évangélisation nouvelle » apparaît au début du XXe siècle en France. C'est sur ce thème que les Assomptionistes créent le journal La Croix en 1880. 
On le trouve par exemple, en 1912, en français, dans la revue d'un roman social de William Thomas Stead intitulé « Me voici maître, envoie-moi ! » publié dans le périodique Le Christianisme social par le pasteur Élie Gounelle. Plus tard, on retrouve ce désir de « christianiser » la société dans les mouvements d'Action catholique.
Cependant l'ouvrage fondateur est celui d'Yvan Daniel et Henri Godin, La France, pays de mission ?. C'est dans cet esprit que seront créés la Mission de France et les prêtres ouvriers. En 1954, la décision de Pie XII d'arrêter l'expérience des prêtres ouvriers est un coup d'arrêt à cette « nouvelle évangélisation ».
Jean XXIII a dit que la lecture de l'ouvrage d'Henri Godin et d'Yvan Daniel lui avait permis de comprendre la nécessité de Vatican II.
Paul VI, qui a clos le concile Vatican II, déclarait le 8 décembre 1975, dans son exhortation apostolique Evangelii Nuntiandi, qu'il faut évangéliser les cultures. Il considérait la rupture entre l'Évangile et la culture comme le « drame de notre époque », et de préciser « comme ce fut aussi celui d’autres époques »,.
En raison de ce phénomène d'« inculturation », Jean-Paul II évoquera la nécessité d'une nouvelle nouvelle évangélisation. Le pape Paul VI parlait, lui, de « temps nouveaux pour l'évangélisation », dès décembre 1975.
Mais son importance est signifiée par l'expression de Jean-Paul II : « Les responsabilités missionnaires de l'Église ne sont pas recevables si elles ne sont authentifiées par un sérieux engagement pour la nouvelle évangélisation dans les pays de vieille tradition chrétienne. »
Si l'Église catholique veut jouir d'une certaine crédibilité dans les pays où le Christ n'est pas encore connu, il lui faut être influente dans les pays de vieille tradition chrétienne, ce qui nécessitera un « engagement sans merci » contre la sécularisation avant l'année 1978, date marquant selon Frédéric Manns l'acmé du recul du catholicisme dans le monde, notamment en soutenant l'inclusion d'une mention de l’héritage chrétien de l'Europe dans la constitution de l'Union européenne.

## Jean-Paul II et la nouvelle nouvelle évangélisation
« Parler de nouvelle évangélisation signifie implicitement reconnaître que la première évangélisation n'a pas été en mesure de transmettre les valeurs chrétiennes de génération en génération. »

— Frédéric Manns dans Qu'est-ce que la nouvelle évangélisation ?.
Pour Jean-Paul II, la nouvelle évangélisation serait en premier lieu « la prise en compte et l'application de ce caractère conciliaire nouveau [la théologie pastorale offerte par le concile Vatican II] ordonné à l’entrée de l’Église dans le troisième millénaire ». Jean-Marc Barreau, docteur en théologie, présente le contenu pastoral de la nouvelle évangélisation selon la vision pastorale du pape Jean-Paul II à travers quatre composantes théologiques. La première fait référence à l'Exhortation Evangelii nuntiandi du pape Paul VI. La seconde regarde l'anthropologie développée par Karol Wojtyla. La troisième se concentre sur l'application pastorale du concile Vatican II. La dernière présente le lien intrinsèque entre sainteté de vie et nouvelle évangélisation.

### La naissance d'une nouvelle nouvelle évangélisation

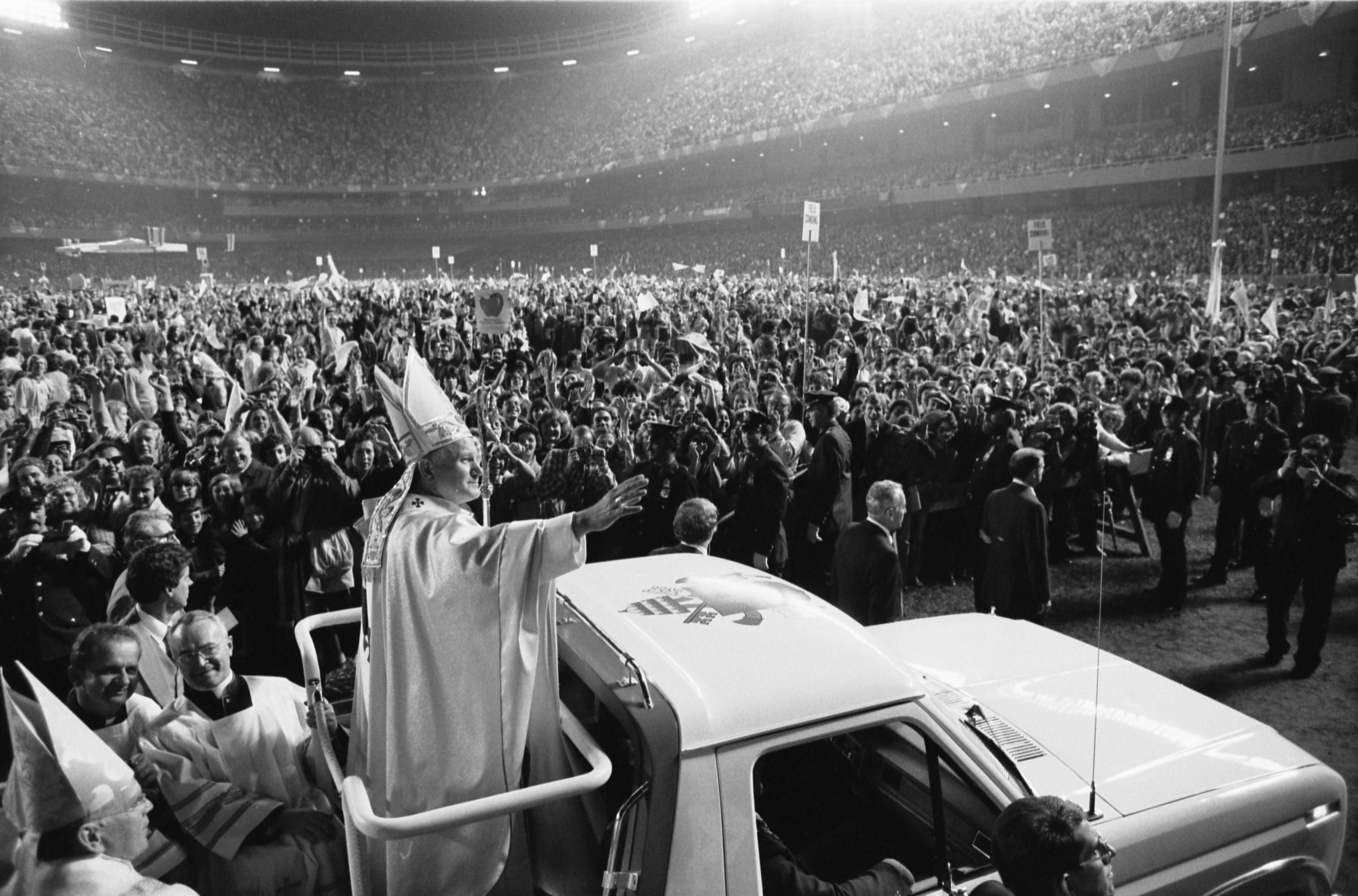
Messe en plein-air du pape Jean-Paul II au Yankee Stadium de New York, en 1979.

Jean-Paul II a utilisé pour la première fois le terme de « nouvelle évangélisation » le 9 juin 1979, en Pologne, devant des ouvriers de Nowa Huta, :

« La nouvelle croix de bois a été élevée non loin d’ici, durant les célébrations du millénaire. Avec elle nous avons reçu un signe, celui qu’au seuil du nouveau millénaire — en ces temps nouveaux en ces nouvelles conditions de vie — l’Évangile est de nouveau annoncé. Une nouvelle évangélisation est commencée, comme s’il s’agissait d’une deuxième annonce, bien qu’en réalité ce soit toujours la même. »

— Pape Jean-Paul II. Mogila, Cracovie, Samedi 9 juin 1979.
Tout au long de son pontificat il a réemployé le terme de « nouvelle évangélisation », à l'exemple de l'exhortation apostolique post-synodale Christifideles laici « sur la vocation et la mission des laïcs dans le monde », donnée le 30 décembre 1988. Pour lui, les laïcs doivent jouer un rôle central dans la nouvelle évangélisation, notamment par le biais d'associations de tout type. Et en 1990, il déclare à la toute fin de l'introduction de son encyclique Redemptoris missio :

« Aucun de ceux qui croient au Christ, aucune institution de l'Église ne peut se soustraire à ce devoir suprême: annoncer le Christ à tous les peuples. »

— Pape Jean-Paul II. Rome, Vendredi 7 décembre 1990, à l’occasion du XXVe anniversaire du décret conciliaire Ad Gentes.
Dans ce même encyclique, au point no 33, Jean-Paul II discerne trois situations dans lesquelles peut se trouver l'Église catholique et, par là même, peut donc orienter son évangélisation :
- « [...] des peuples, des groupes humains, des contextes socio-culturels dans lesquels le Christ et son Évangile ne sont pas connus, ou dans lesquels il n'y a pas de communautés chrétiennes assez mûres pour pouvoir incarner la foi dans leur milieu et l'annoncer à d'autres groupes. Telle est, à proprement parler, la mission ad gentes. »[34]
- « Il y a ensuite des communautés chrétiennes aux structures ecclésiales fortes et adaptées, à la foi et à la vie ferventes, qui rendent témoignage à l'Évangile de manière rayonnante dans leur milieu et qui prennent conscience du devoir de la mission universelle. En elles s'exerce l'activité pastorale de l'Église. »[34]
- « Il existe enfin une situation intermédiaire, surtout dans les pays de vieille tradition chrétienne mais parfois aussi dans les Églises plus jeunes, où des groupes entiers de baptisés ont perdu le sens de la foi vivante ou vont jusqu'à ne plus se reconnaître comme membres de l'Église, en menant une existence éloignée du Christ et de son Évangile. Dans ce cas, il faut une « nouvelle évangélisation » ou une « réévangélisation ». »[34]

Dans le dernier cas, il est question de la nouvelle évangélisation, également appelée « réévangélisation », « nouvelle dans son expression »,.
En 1992, Jean-Paul II évoque neuf fois la « nouvelle évangélisation » dans son exhortation apostolique post-synodale Pastores dabo vobis, appelant les prêtres à en être des « ministres fervents et convaincus ».
Enfin, en 2000, Jean-Paul II exhorte les diacres de l'Église catholique à être « des apôtres actifs de la nouvelle évangélisation » lors du Jubilé des diacres. D'autre part, il compte bien s'appuyer sur les légionnaires du Christ pour être les militants de cette nouvelle évangélisation.

### Nouvelle évangélisation, nouvelle expression
Jean-Paul II a considéré saint Joseph comme étant le modèle du témoin du Royaume de Dieu, en l’appelant « minister salutis » dans son exhortation apostolique Redemptoris Custos : « le serviteur du salut »,. Pour cette raison, il l'a voulu le patron du troisième millénaire, et le patron de la nouvelle évangélisation,.

## Benoît XVI et la nouvelle évangélisation
Pour Benoît XVI, la nouvelle évangélisation doit constituer une réponse rapide à ce qu'il appelle l'« éclipse du sens de Dieu » qui est, selon lui, le défi majeur du début du troisième millénaire.
Le Saint-Siège a rendu publique le 21 septembre 2010 une lettre apostolique en forme de motu proprio, Ubicumque et semper, par laquelle Benoît XVI a institué le Conseil pontifical pour la nouvelle évangélisation. Cette création est l'aboutissement du processus de réflexion entamé lors de la fondation de la Congrégation pour l'évangélisation des peuples en 1965.
Dans ce texte, Benoît XVI évoque la réalisation de la nouvelle évangélisation à partir de la pauvreté, qui incombe à « tout le peuple de Dieu », et la nécessite de reformuler la Bonne Nouvelle de l'Évangile à cause du phénomène d'acculturation des pays de longue tradition chrétienne.
Il déclare le 9 mars 2012 que la nouvelle évangélisation part également du confessionnal, un lieu de réconciliation entre le fidèle et Dieu.
Pour Benoît XVI, Étienne martyr « est aussi un modèle pour tous ceux qui veulent se mettre au service de la nouvelle évangélisation ».

## Synode des évêques sur la nouvelle évangélisation pour la transmission de la foi chrétienne
Il a lieu au Vatican du 7 au 28 octobre 2012 et donne lieu à des débats non consensuels.

## Modi operandi et missions de la nouvelle évangélisation

### Modi operandi généraux
Un premier moyen d'accomplir la nouvelle évangélisation est le témoignage, et ce, afin de témoigner de l'« authenticité de l'Évangile proclamé et vécu ». Il ne s'agit donc non plus d'« éduquer » des populations mais de leur annoncer la Bonne Nouvelle de l'Évangile par l'expérience personnelle, d'où le rôle très important joué par les laïcs dans la nouvelle évangélisation. Il suffit d'être baptisé pour être évangélisateur. Et il faut non plus seulement évangéliser ceux qui ne sont pas encore dans l'Église catholique mais ceux qui n'y vont plus également. Le terme de « réévangélisation » est assez ancien dans le vocabulaire de l'Église catholique et malgré cela,
il prend alors ici tout son sens. La société ne se situe plus dans un monde chrétien mais dans un monde pluriculturel. Nouvelle conception qui requiert d'ailleurs un dialogue interreligieux mais ne signifiant pas que toutes les religions se valent, précise Jean-Paul II dans son encyclique Redemptoris missio,. La nouvelle évangélisation tend à une ouverture aux autres cultures, avec cependant une certaine réticence à embrasser l'athéisme.

« L'homme contemporain écoute plus volontiers les témoins que les maîtres ou, s'il écoute les maîtres, c'est parce qu'ils sont des témoins. »

— Pape Paul VI,.
Un deuxième mais essentiel moyen d'accomplir la nouvelle évangélisation est la lecture, l'étude et la prière des Écritures, autrement dit de la Bible.
Sur l'étude des Écritures, Benoît XVI appelle à ce que la recherche scientifique ne soit pas séparée de la Lectio Divina[pas clair],. Il a également demandé que les Écritures soient « l'âme de la pastorale » dans son exhortation apostolique post-synodale Verbum Domini,.
À la prière se joint un troisième moyen d'accomplir la nouvelle évangélisation : l'adoration eucharistique.
Un quatrième moyen d'accomplir la nouvelle évangélisation est l'annonce du kérygme,.

### Modi operandi spécifiques
La nouvelle évangélisation peut être accomplie par le biais des « relations affectives, amoureuses et conjugales » en y introduisant les valeurs chrétiennes du pardon et de la réconciliation.
À l'occasion du VIIe Congrès mondial de la pastorale du tourisme, en avril 2012, Benoît XVI a demandé que la nouvelle évangélisation soit développée par le tourisme, qui, par le voyage, « conduit à la rencontre avec Dieu »,.
À l'occasion du XIIe Congrès européen pour la catéchèse, en mai 2012, a été mis en évidence le possible rôle que pouvait jouer la catéchèse et notamment l'initiation chrétienne des jeunes de 7 à 16 ans dans la nouvelle évangélisation des adultes.

### Évangéliser les cultures

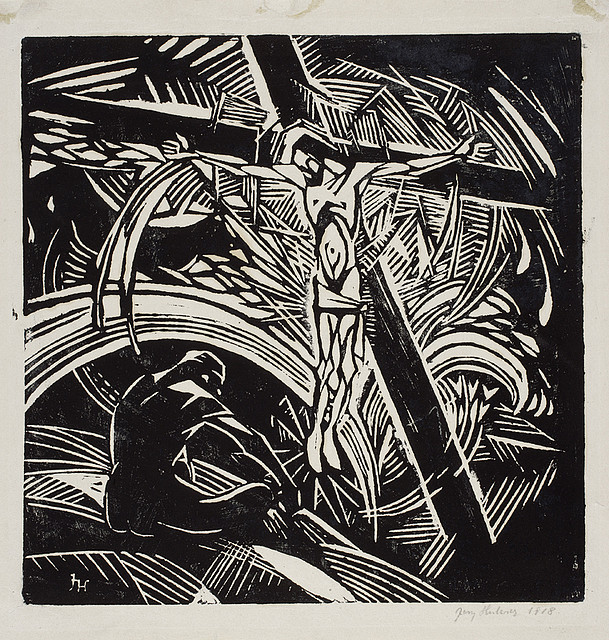
Jerzy Hulewicz (1886-1941), Crucifixion, 1918.

Depuis Vatican II, tous les pontifes ont appelé à évangéliser la (ou les) culture(s) qui est (sont) la (les) première(s) touchée(s) par la sécularisation,.
En novembre 2011, Antonio Maria Vegliò, alors président du Conseil pontifical pour la pastorale des migrants et des personnes en déplacement, souligne le « rôle stratégique » qu'ont les étudiants internationaux dans l'évangélisation et la nouvelle évangélisation grâce aux rencontres, culturelles notamment, qu'ils pouvaient faire.

#### Jean-Paul II
Pour Jean-Paul II il fallait que la nouvelle annonce de l'Évangile rencontre, au lieu de l'éviter, la nouvelle culture du XXe siècle, en utilisant en particulier les moyens de communication sociale et les médias.

#### Benoît XVI
Benoît XVI fut le premier pape à utiliser twitter à l'occasion du lancement du projet Pope2You.

### Missions en Europe
Mission métropoles, lancée lors du carême de l'année 2012, avait pour but d'unifier les diocèses des grandes villes européennes suivantes : Barcelone, Berlin, Budapest, Bruxelles, Dublin, Cologne, Lisbonne, Liverpool, Marseille, Paris, Turin, Varsovie et Vienne. Ces villes étaient considérées, par Rino Fisichella, comme étant « particulièrement marquées par le sécularisme ».
Le Conseil pontifical pour la nouvelle évangélisation avait choisi l'Évangile selon Marc et les Confessions d'Augustin comme « fil rouge » de l'opération Mission métropoles. Des personnalités du monde du spectacle en ont fait la lecture dans les douze villes concernées.
Le diocèse de Bruxelles avait, quant à lui, approfondi la démarche de Mission métropoles au travers de Metropolis2012. Cet événement a eu lieu du 22 février au 15 avril 2012 et s'est concentré autour de cinq grands axes : la parole de Dieu, les témoignages de conversion, l'expérience de la réconciliation, l'enseignement de la foi et la solidarité.
La communauté de l'Emmanuel participe activement[Comment ?] à la nouvelle évangélisation en France, où l'Église catholique a été, selon Frédéric Manns, « victime de Mai 68 ». Manns affirme néanmoins que Mai 68 participa néanmoins à la naissance d'un christianisme « purifié », notamment par le biais de philosophes tels qu'Alain Badiou.

### Missions en Amérique latine
Jean-Paul II a tenté de relancer la nouvelle évangélisation en Amérique latine lors de l’Assemblée des évêques latino-américains de Port-au-Prince, le 9 mars 1983, car de fait, l'Église catholique est en retard dans ce domaine, à cause d'un clergé local conservateur rétif à la nouvelle évangélisation.

## Les conséquences de la nouvelle évangélisation
Frédéric Manns écrit en 2012 que la nouvelle évangélisation s'est traduite, et ce depuis déjà plus de trente ans :

« (...) par une ferveur spirituelle accrue, une annonce décomplexée de la foi, l'accent mis sur la convivialité des communautés et une profusion d'initiatives employant des moyens modernes. »

En revanche, pour Hans Küng, ce mouvement n'a pas permis d'apporter une solution à la désaffection des catholiques occidentaux quant à la pratique religieuse ni à la crise des vocations chez les prêtres depuis Vatican II. Cette analyse est corroborée, pour la France, par Guillaume Cuchet, spécialiste d'histoire des religions, pour l'Allemagne par les nombreuses sorties d'Église et pour l'Espagne par la chute des mariages religieux. De son côté, Tangi Cavalin note que le soutien de Jean-Paul II à Marie-Dominique Philippe en affinité avec le projet de nouvelle évangélisation a été un élément de la subversion de ce prêtre dominicain[Quoi ?].